# Loukovo (Struga)
Loukovo (en macédonien Луково) est un village du sud-ouest de la Macédoine du Nord, situé dans la municipalité de Struga. Le village comptait 447 habitants en 2002.

## Démographie
Lors du recensement de 2002, le village comptait :
- Macédoniens : 444 ;
- Serbes : 1 ;
- Autres : 2.